# Flugnummer

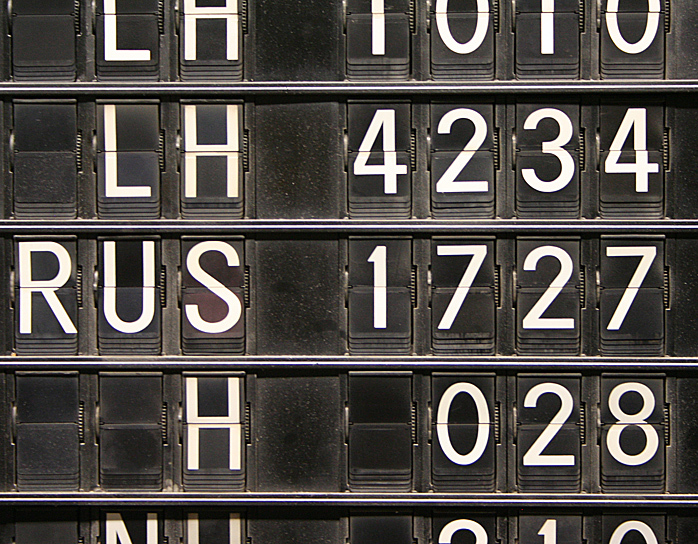
Flugnummern auf einer Fallblattanzeigetafel am Flughafen Frankfurt

Eine Flugnummer (international englisch flight number) ist eine Ordnungszahl, die benutzt wird, um eine bestimmte Flugverbindung einer Fluggesellschaft zu identifizieren.
Flugnummern haben in der Regel bis zu vier, selten fünf Stellen. Um die Zuordnung einer Flugnummer zu einer Fluggesellschaft zu ermöglichen, wird der IATA-Code oder seltener der ICAO-Code der durchführenden Fluggesellschaft vorangestellt. Führende Nullen werden aus optischen Gründen meist bei Flugnummern unterhalb dreistelliger Bereiche angegeben, können jedoch auch entfallen. Die Flugnummer wird sowohl betrieblich, zum Beispiel in der Flugsicherung, als auch zur Orientierung für die Passagiere auf Anzeigetafeln und Reisedokumenten verwendet.
Flüge, die einen Flugzeugwechsel erfordern, werden in der Regel nicht als gleiche Flugnummer angegeben, während bei Zwischenlandungen eine durchgehende Flugnummer üblich ist. Durch Codesharing ist es möglich, dass ein Flug nicht nur eine, sondern mehrere Flugnummern hat.
Viele Fluggesellschaften verwenden für ihre Flugnummern ein System, das bestimmte Zahlenbereiche zum Beispiel für interkontinentale Flüge reserviert oder Hin- und Rückflügen ein bestimmtes Nummernschema zuweist. Andere Fluggesellschaften wiederum erstellen die Flugnummern, indem sie verschiedene Regionen und verschiedene Zahlenbereiche unterteilen.
Beim ehemaligen Lufthansa-Airport-Express war die Flugnummer zugleich Zugnummer. 

## Code-Übertragung
Bei einer Code-Übertragung teilt eine Fluggesellschaft ihr Flugzeug mit einer anderen Fluggesellschaft, was dazu führt, dass der Flug auf demselben Sektor mehr als eine Flugnummer hat und auf verbundenen Sektoren entweder die gleichen oder unterschiedliche Flugnummern.
Als hypothetisches Beispiel könnte der Flug QQ1234 vom Flughafen AAA nach BBB nach CCC fliegen. Der Abschnitt AAA-BBB kann von der Fluggesellschaft QQ und der Abschnitt BBB-CCC von der Fluggesellschaft RR mit einem anderen Flugzeug bedient werden. Derselbe Flug kann auch als RR3210 verkauft werden, und von einer dritten Fluggesellschaft SS als SS2345. Auch die einzelnen Flugstrecken können mehrere Flugnummern haben: AAA-BBB können QQ12, RR23 und SS45 sein.
Zum Beispiel fliegt der Alaska Airlines Flug AS61 im Juni 2018 von Juneau (JNU) nach Yakutat (YAK) nach Cordova (CDV) nach Anchorage (ANC). Ein Ticket für das Segment Yakutat nach Anchorage wird als AS61 YAK-ANC angegeben. Es ist sogar möglich, dass eine bestimmte Flugnummer eine Sequenz abdeckt, die am selben Flughafen beginnt und endet.